# Liste de chanteurs et de groupes musicaux évangéliques
 (août 2023).
La liste suivante comprend des chanteurs et de groupes musicaux évangéliques notables, classés par langue d'expression (français, anglais, espagnol ou portugais).

## Francophonie

### Chanteurs
| Nom                  | Pays                             |
| -------------------- | -------------------------------- |
| Pierre Francis Nasr  | France                           |
| Maggie Blanchard     | Canada                           |
| Manou Bolomik        | France                           |
| Marcel Boungou       | France                           |
| Olivier Cheuwa       | Suisse                           |
| Philippe Decourroux  | Suisse                           |
| Luc Dumont           | Canada                           |
| Tabitha Lemaire      | Canada                           |
| Nzambi Ilunga Hubert | République démocratique du Congo |
| Kenzo David          | France                           |
| Dena Mwana           | République démocratique du Congo |
| Patrick Bonhomme     | France                           |

### Groupes
| Nom                     | Pays                             |
| ----------------------- | -------------------------------- |
| Total Praise Mass Choir | France                           |
| Exo                     | France                           |
| GAEL                    | République démocratique du Congo |
| Leader Vocal            | France                           |
| Schékina                | Côte d'Ivoire                    |
| Sens unique             | France                           |

## Monde anglo-saxon

### Chanteurs
| Nom                                 | Pays       |
| ----------------------------------- | ---------- |
| Yolanda Adams                       | États-Unis |
| Jeremy Camp                         | États-Unis |
| Steven Curtis Chapman               | États-Unis |
| Andraé Crouch                       | États-Unis |
| Ada Ehi                             | Nigeria    |
| Kirk Franklin                       | États-Unis |
| Amy Grant                           | États-Unis |
| Israel Houghton (en)                | États-Unis |
| Kari Jobe                           | États-Unis |
| Lecrae                              | États-Unis |
| KJ-52                               | États-Unis |
| Sandi Patty                         | États-Unis |
| Jeremy Riddle (en)[réf. nécessaire] | États-Unis |
| Michael W. Smith                    | États-Unis |
| Don Moen                            | États-Unis |
| Sinach                              | Nigeria    |
| TobyMac                             | États-Unis |
| Chris Tomlin                        | États-Unis |

### Groupes
| Nom                            | Pays        |
| ------------------------------ | ----------- |
| Bethel Music                   | États-Unis  |
| DC Talk                        | États-Unis  |
| Delirious?                     | Royaume-Uni |
| Desperation Band (en)          | États-Unis  |
| Hillsong United                | Australie   |
| Jars of Clay                   | États-Unis  |
| Jesus Culture[réf. nécessaire] | États-Unis  |
| Petra                          | États-Unis  |
| P.O.D.                         | États-Unis  |
| Sixpence None the Richer       | États-Unis  |
| SONICFLOOd                     | États-Unis  |
| Stryper                        | États-Unis  |
| Switchfoot                     | États-Unis  |

## Hispanophonie
| Nom                      | Pays                   |
| ------------------------ | ---------------------- |
| Fabricio Alvarado        | Costa Rica             |
| Marco Barrientos         | Mexique                |
| Alex Campos              | Colombie               |
| Lilly Goodman            | République dominicaine |
| Redimi2                  | République dominicaine |
| Jesús Adrián Romero (en) | Mexique                |
| Marcos Witt (en)         | États-Unis             |

## Lusophonie

### Chanteurs
| Nom               | Pays            |
| ----------------- | --------------- |
| Ana Paula Valadão | Brésil          |
| André Valadão     | Brésil          |
| Chris Durán       | France          |
| Damares           | Brésil          |
| David Quinlan     | Irlande du Nord |
| Fernandinho       | Brésil          |
| Gabriela Rocha    | Brésil          |
| Juliano Son       | Brésil          |
| Ludmila Ferber    | Brésil          |
| Nívea Soares      | Brésil          |

### Groupes
| Nom                | Pays   |
| ------------------ | ------ |
| Diante do Trono    | Brésil |
| Livres para Adorar | Brésil |
| Oficina G3         | Brésil |
| Trazendo a Arca    | Brésil |